# Acheroraptor
Acheroraptor é um gênero extinto de um dinossauro terópode dromeossaurídeo que viveu durante o final do Maastrichtiano e cujos fósseis foram encontrados na Formação Hell Creek de Montana, nos Estados Unidos. Contém apenas uma espécie, Acheroraptor temertyorum, que é a espécie de dromeossaurídeo mais recente conhecida do registro fóssil.